# Scinax alter
Scinax alter är en groddjursart som först beskrevs av Lutz 1973.  Scinax alter ingår i släktet Scinax och familjen lövgrodor. IUCN kategoriserar arten globalt som livskraftig. Inga underarter finns listade i Catalogue of Life.